# Kaltenbaum

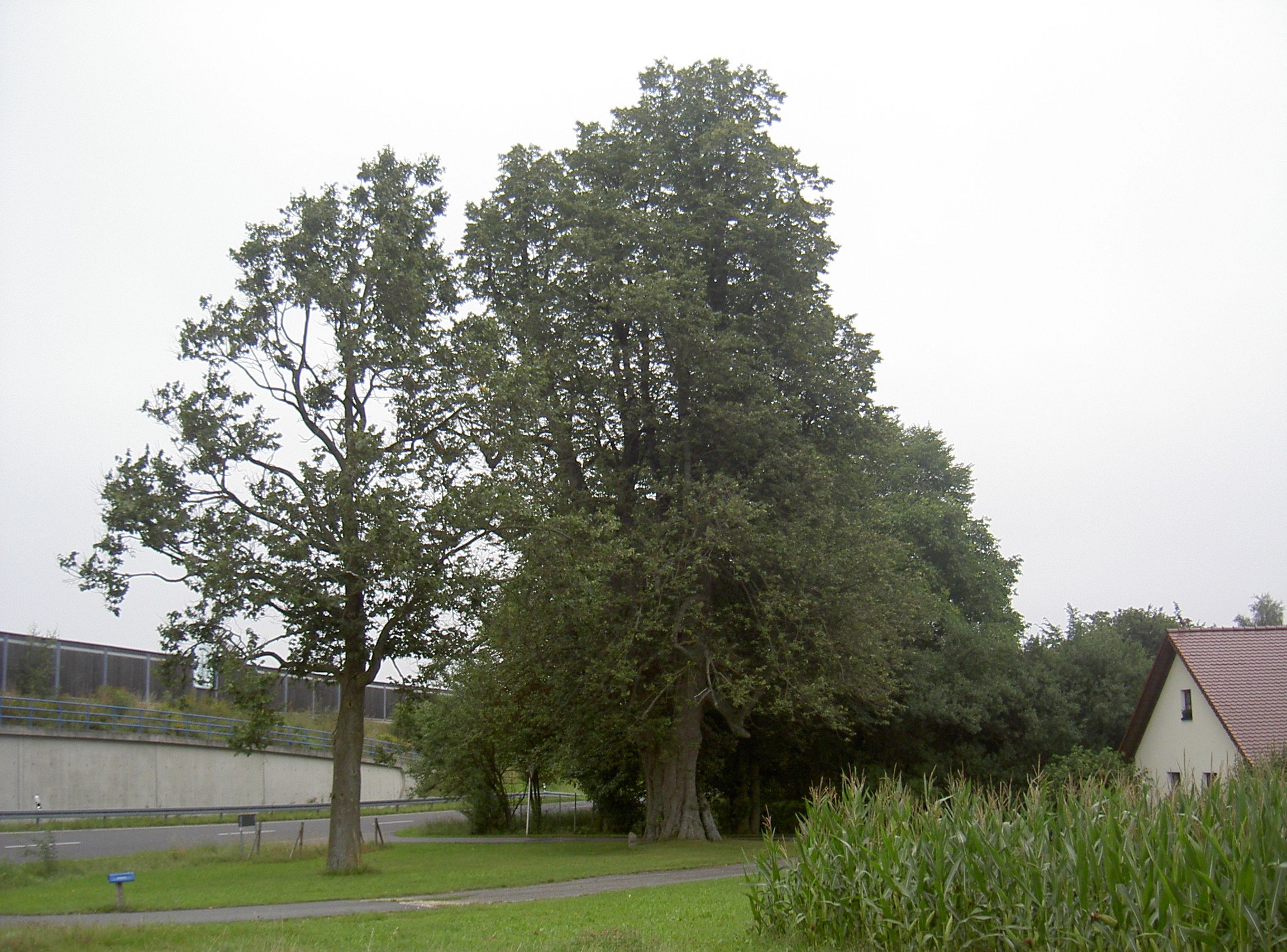
Kaltenbaum (Winterlinde)

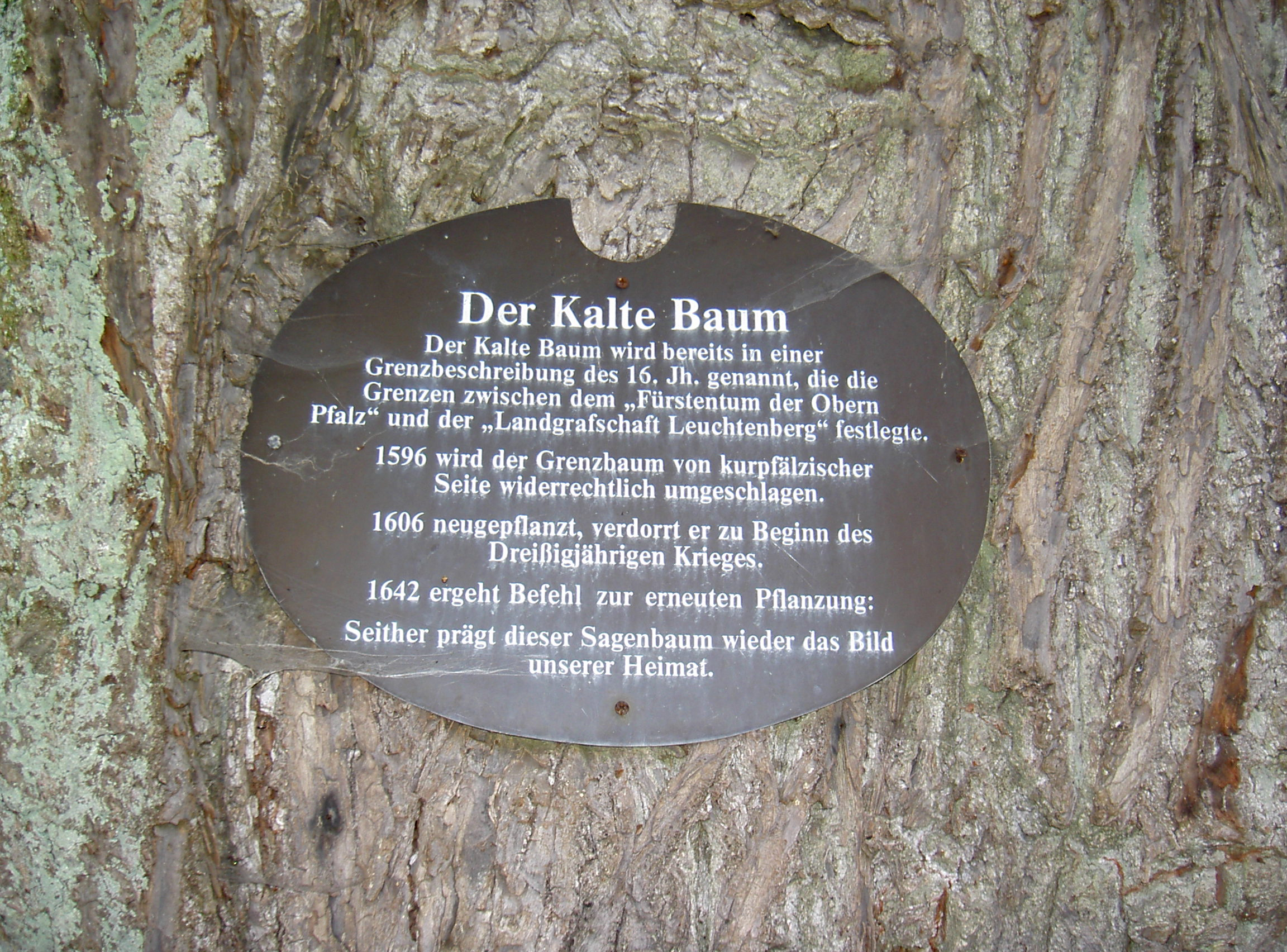
Kalter Baum

Kaltenbaum ist ein Weiler auf der Gemarkung Oberlind in der nördlichen Oberpfalz und ein Gemeindeteil der Stadt Vohenstrauß.

## Geographische Lage
Kaltenbaum liegt im Vorderen Oberpfälzer Wald, etwa 4 km südwestlich von Vohenstrauß an der Bundesautobahn 6. Südlich von Kaltenbaum entspringt der Kaltenbaumbach, der ungefähr 1,4 km südöstlich des Ortes in die Pfreimd mündet.

## Geschichte
Kaltenbaum liegt an dem ehemaligen Handelsweg Goldene Straße.
Der Kalte Baum wurde schon im 16. Jahrhundert als Grenzbaum genannt. Er markierte die Grenze zwischen dem Fürstentum der Obern Pfalz und der Landschaft Leuchtenberg. Die kurpfälzische Seite ließ ihn 1596 widerrechtlich umschlagen. Nachdem er 1606 neu angepflanzt wurde, verdorrte er zu Beginn des Dreißigjährigen Krieges. 1642 wurde die heute (2017) noch stehende Winterlinde erneut angepflanzt.
Kaltenbaum gehörte zum 1808 gebildeten Steuerdistrikt Oberlind. Zu diesem gehörten neben Oberlind auch Unterlind, Arnmühle, Kaltenbaum und Tradmühle.
Von 1821 bis 1830 gehörte Kaltenbaum zusammen mit Oberlind, Unterlind und Tradmühle zur Ruralgemeinde Oberlind. 1938 wurde die Ruralgemeinde Obernankau nach Oberlind eingemeindet. Im Zuge der Gebietsreform in Bayern  wurde die Gemeinde Oberlind 1972 nach Vohenstrauß eingegliedert.

## Einwohnerentwicklung in Kaltenbaum ab 1838
| Jahr | Einwohner | Gebäude |
| ---- | --------- | ------- |
| 1838 | 6         | 1       |
| 1871 | 26        | 14      |
| 1885 | 13        | 3       |
| 1900 | 6         | 1       |
| 1913 | 12        | 2       |
| 1925 | 17        | 3       |

| Jahr | Einwohner | Gebäude |
| ---- | --------- | ------- |
| 1950 | 17        | 3       |
| 1961 | 15        | 3       |
| 1970 | 19        | k. A.   |
| 1987 | 15        | 3       |

## Sagen und Legenden
Um den Kalten Baum ranken sich zahlreiche Sagen und Legenden, die alle von Gewalttaten erzählen.
Auch das Steinkreuz am Fuß des Kalten Baumes deutet auf eine hier begangene Gewalttat hin.
Eine Sage berichtet, dass vor 1000 Jahren ein bärtiger Fuhrmann auf einem zweirädrigen Karren vorbeikam.
Der Karren wurde von sieben großen Ziegenböcken gezogen. An der Hutkrempe trug der Fuhrmann ein Zweiglein, das er hier in den Boden stieß und aus dem der Kalte Baum heranwuchs.
Einer anderen Sage nach wurde der Kalte Baum von einer Seherin gepflanzt. Diese prophezeite:
Wenn der kleinste Ast des Baumes einen Reiter samt Harnisch und Ross tragen kann, werden von Ost und West Heere heranziehen.
Diese Heere werden eine große Schlacht schlagen. Es wird so viel Blut fließen, dass es die Lindlmühle antreibt. Die Leichen der Menschen und der Pferde werden zu Haufen liegen, so weit das Auge reicht. Danach folgt eine Friedenszeit.
Eine weitere Sage erzählt, dass eine Gräfin von Leuchtenberg hier ihre beiden Kinder ermordete und verscharrte. Der Graf von Sulzberg stieß ihr zur Strafe das Schwert durch die Brust und begrub sie an dieser Stelle. Dabei fiel ihm ein Samenkorn, das er aus dem Heiligen Land mitgebracht hatte, aus seiner Tasche in das kalte Herz der Gräfin. Daraus wuchs der Kalte Baum. Der eisige Wind, der in seinen Ästen tobt ist der Geist der Gräfin, die im Grab keine Ruhe findet.